# گونه ۲
گونه ۲ (به انگلیسی: Species II) نام یک فیلم علمی_تخیلی محصول سال ۱۹۹۸ به کارگردانی پیتر مدک است. در این فیلم جیمز کرومول، ناتاشا هنستریج، مایکل مدسن، مارگ هلنبرگر، میکلتی ویلیامسون، ریچارد بلزر، سارا واینتر و پیتر بویل بازی کردند.
این فیلم دنباله فیلم گونه است و در سال ۲۰۰۴ قسمت سوم آن با نام گونه ۳ ساخته شد.